# Johannes Overath
Johannes Overath (* 15. April 1913 in Sieglar; † 24. Mai 2002 in Köln) war ein deutscher römisch-katholischer Priester, Theologe und Kirchenmusiker.

## Leben und Wirken
Johannes Overath legte 1932 am Staatlichen Gymnasium Siegburg das Abitur ab und studierte danach Philosophie, Theologie und Musikwissenschaften an den Universitäten Bonn und Tübingen. Seine prägenden theologischen Lehrer waren u. a. Theodor Klauser und Arnold Rademacher in Bonn sowie Karl Adam in Tübingen. Am 3. März 1938 wurde er im Kölner Dom für das Erzbistum Köln zum Priester geweiht. In den folgenden Jahren wirkte er als Kaplan in verschiedenen Pfarreien in Köln und Umgebung. Vor dem Zweiten Weltkrieg arbeitete er an einer theologischen Dissertation, deren Manuskript jedoch bei einem Bombenangriff auf Köln vernichtet wurde. Von 1943 bis 1946 wurde er als Pfarrvikar in Hennen und Sümmern im Kreis Iserlohn im Erzbistum  Paderborn eingesetzt.
Ab 1948 lehrte Overath Homiletik und Kirchenmusik am Kölner Priesterseminar in Bensberg. 1952 wurde er bei Karl Gustav Fellerer an der Universität zu Köln mit einer musikwissenschaftlichen Arbeit über die Melodien des Liedpsalters von Kaspar Ulenberg promoviert. In den 1950er Jahren beauftragte ihn der Erzbischof Joseph Frings mit dem Wiederaufbau des Priesterseminars in Köln, das 1959 seinen Betrieb aufnahm. Overath lehrte bis zu seiner Emeritierung 1971 als Professor am Kölner Seminar.

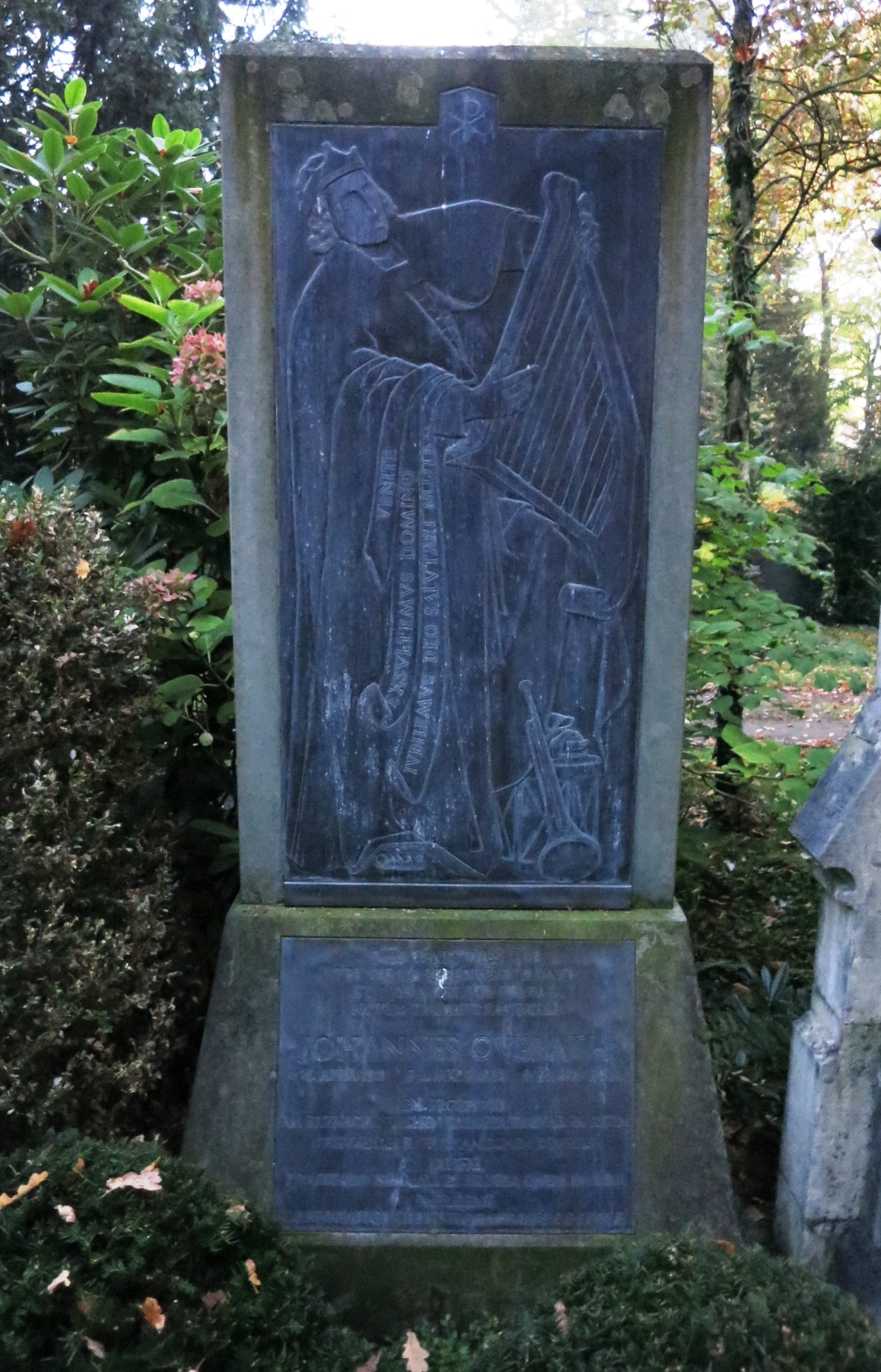
Grab auf dem Friedhof Melaten

1954 wurde Johannes Overath auf der Generalversammlung des Allgemeinen Cäcilien-Verbandes (ACV) als Nachfolger des Schweizer Kirchenmusikers Friedrich Frei (1883–1959) zum Generalpräses gewählt. Er übte dieses Amt zehn Jahre bis zu seiner Ernennung zum CIMS-Präsidenten aus und wurde anschließend Ehren-Generalpräses des ACV. Ebenfalls 1954 beteiligte er sich an der Gründung der Internationalen Gesellschaft für Urheberrecht in Berlin, deren Mitglied er bis 1991 blieb. Von 1955 bis 1985 war er Mitglied im Rundfunkrat des WDR in Köln. Von 1962 bis 1965 nahm er als Konzilstheologe in Begleitung von Kardinal Frings an den Beratungen der Kommission für Liturgie des Zweiten Vatikanischen Konzils teil. 1964 übernahm er die erste Präsidentschaft der Consociatio Internationalis Musicae Sacrae (CIMS) in Rom, des zentralen Beratungsorgans des Heiligen Stuhles in Fragen der Kirchenmusik, das 1963 im Zuge der vom Konzil angestoßenen Liturgiereform von Papst Paul VI. errichtet worden war. Overath stand hinter den Dokumenten des Zweiten Vatikanums, sah die eingeführten liturgischen Reformen allerdings kritisch und unterstützte von Anfang an die Ziele der altritualistischen Vereinigung Una Voce, die deren Rücknahme und vor allem die Rückkehr zum Kirchenlatein als alleiniger Liturgiesprache forderte.
Overath blieb bis 1986 Präsident der CIMS und war anschließend deren Ehrenpräsident. Als Berater des Zweiten Vatikanischen Konzils befasste er sich auch mit Fragen des Urheberrechts und war maßgeblich daran beteiligt, dass die Kirchen in Deutschland in den 1960er Jahren begannen, sich mit diesem Thema auseinanderzusetzen.
1977 gründete er das Institut für hymnologische und musikethnologische Studien in Köln und Maria Laach, dessen Vorstandsvorsitzender er bis 1997 blieb. Er begründete 1980 das Jahrbuch Musices Aptatio mit dem Untertitel Beiträge über die geistigen und künstlerischen Grundlagen der europäischen Musikkultur. Von Papst Johannes Paul II. wurde er 1981 zum Präsidenten des Päpstlichen Instituts für Kirchenmusik in Rom berufen, was er bis 1988 blieb und anschließend die Ehrenpräsidentschaft des Instituts übernahm. Obwohl er auch die moderne Musik kannte und u. a. mit Werner Egk freundschaftlich verbunden war, war sein Musikverständnis von der Überzeugung geprägt, dass es einen fundamentalen Unterschied zwischen der im gregorianischen Choral verwurzelten sakralen und der rein ästhetisch-profan begründeten weltlichen Musik gäbe, die in der Liturgie keinen Platz habe. Trotz dieses traditionellen Grundgedankens werden ihm große Verdienste für die Pflege und Weiterentwicklung der Musica Sacra auf der Grundlage der neuen Bestimmungen der Liturgiekonstitution Sacrosanctum Concilium bescheinigt.
Overath gehörte mit dem Regensburger Bischof Rudolf Graber und dem Kölner Moraltheologen Johannes Bökmann zum Freundeskreis des Herausgebers Wilhelm Schamoni und war Autor und Mitglied der Fördergemeinschaft der von diesem gegründeten Monatszeitschrift Theologisches. Wie Schamoni, Bökmann, Johannes Stöhr, Gustav Ermecke, Georg Siegmund und zahlreiche weitere Mitarbeiter der Zeitschrift war Overath Mitglied der Päpstlichen Akademie für Theologie in Rom.
Johannes Overath wurde am 5. Juni 2002 im Anschluss an das von Kardinal Leo Scheffczyk zelebrierte Requiem auf dem Kölner Melaten-Friedhof (Flur 31) beigesetzt.
Das nach ihm benannte Potsdamer „Johannes-Overath-Institut“ wurde 2006 als An-Institut der Universität Potsdam angeschlossen und forschte bis zu seiner Auflösung 2015 im Bereich des kirchlichen Urheberrechts unter besonderer Einbeziehung der Kirchenmusik.

## Ehrungen
- Päpstlicher Hausprälat (1960)
- Ehrendomherr am Kölner Dom (1980)
- Apostolischer Protonotar (1981)
- Großes Bundesverdienstkreuz (1986)

## Schriften
- Cantate domino. Volksmette. Schwann, Düsseldorf 1957.
- Untersuchungen über die Melodien des Liedpsalters von Kaspar Ulenberg (Köln 1582). Dissertation. Universität zu Köln 1960. Volk, Köln 1960 (Beiträge zur rheinischen Musikgeschichte. Heft 33).
- mit Joseph Solzbacher: Liedpsalter. Schwann, Düsseldorf 1962.
- (Hrsg.): Musicae sacrae ministerium. Festgabe für Karl Gustav Fellerer. Köln 1962.
- (Hrsg.): Symposium Musico-Ethnologicum. Bonnae 1980. Institut für Hymnologische und Musikethnologische Studien Köln und Consociatio Internationalis Musicae Sacrae Rom, 1980
- mit Adelheid Geck (Hrsg.): Te decet hymnus. Festgabe für Max Baumann zur Vollendung des 75. Lebensjahres. Akademie, Sankt Augustin 1992, ISBN 978-3-88345-373-6.